# 黄屯街道
黄屯街道，是中华人民共和国山東省济宁市兖州区下辖的一个乡镇级行政单位。

## 行政区划
黄屯街道下辖以下地区：
黄屯村、李屯村、祖营村、辛庄村、孙氏店村、褚屯村、蒋屯村、张厂村、茶庵村、于厂村、吴营村、任桥村、西郭营村、卓村、堌城村、岗上村、东岗村、南廿里铺村、西张庄村、谢家村、庞村、鹅厂村、蒜园村、马庄村、高刘屯村、黄金屯村、丁庄村、三仙庙村、孙氏闸村、高汪庄村、赵庄村和于屯村。

## 人口
2010年中国第六次人口普查时，黄屯街道共有人口24060人。共有家庭7406户，平均每户3.20人。14岁以下的少年儿童共3799人，占总人口15.78%；15-64岁人口共17941人，占总人口74.56%；65岁及以上的老年人共2320人，占总人口的9.642%。男性共计12021人，占总人口49.96%；女性共计12039人，占总人口50.03%。本地居住的人口中，拥有本地户籍的人口为22753人，占94.56%。